# Amt Lüdinghausen
Das Amt Lüdinghausen war ein Amt im Kreis Lüdinghausen in Nordrhein-Westfalen. Im Rahmen der nordrhein-westfälischen Gebietsreform wurde das Amt zum 1. Januar 1975 aufgelöst.

## Geschichte
Im Rahmen der Einführung der Landgemeindeordnung für die Provinz Westfalen wurde 1843 im Kreis Lüdinghausen aus der alten Landbürgermeisterei Lüdinghausen das Amt Lüdinghausen gebildet, das die Landgemeinde Lüdinghausen (auch Kirchspiel Lüdinghausen oder Lüdinghausen-Land genannt) sowie die Gemeinde Seppenrade umfasste. Die Stadt Lüdinghausen blieb zunächst amtsfrei.
Am 1. April 1939 wurde die Stadt Lüdinghausen in das Amt Lüdinghausen eingegliedert.
Durch das Gesetz zur Neugliederung von Gemeinden des Landkreises Lüdinghausen wurde die Landgemeinde Lüdinghausen am 1. Juli 1969 in die Stadt Lüdinghausen eingegliedert.
Das Amt Lüdinghausen wurde zum 1. Januar 1975 durch das Münster/Hamm-Gesetz aufgelöst. Die Stadt Lüdinghausen und die Gemeinde Seppenrade wurden zu einer neuen Stadt Lüdinghausen zusammengeschlossen, die Rechtsnachfolgerin des Amtes wurde und zum neuen Kreis Coesfeld kam.

## Einwohnerentwicklung
| Jahr | Einwohner | Quelle |
| ---- | --------- | ------ |
| 1858 | 5.176     | [ 3 ]  |
| 1871 | 5.056     | [ 4 ]  |
| 1885 | 5.263     | [ 5 ]  |
| 1910 | 5.685     | [ 6 ]  |
|      |           |        |
| 1939 | 11.753    | [ 7 ]  |
| 1950 | 16.143    | [ 8 ]  |
| 1974 | 17.313    | [ 8 ]  |

Das Amt wurde 1939 vergrößert.